# Vete
Een vete is een langer durende verhouding van vijandschap tussen twee families, clans, groeperingen of tussen individuen, die veroorzaakt is door een bepaald onrecht dat de ene partij de andere heeft aangedaan. Een vete strekt zich vaak over meerdere generaties uit en soms weet niemand meer hoe het conflict oorspronkelijk is begonnen.
In traditionele samenlevingen, waar zaken als eer, familiebanden, trots en gemeenschapszin erg belangrijk zijn kan een conflict tussen personen uitgroeien tot een conflict tussen families of groepen en zelfs tussen stammen. De oorzaak van het conflict kan bijvoorbeeld te maken hebben met een belediging of onrecht dat door een lid van de ene familie aan de andere is aangedaan. Door de verplichting voor een lid van de familie om een belediging of onrecht dat een ander lid aangedaan te wreken, de zogenaamde bloedwraak, kan een dergelijk conflict generaties voort blijven bestaan. Dit heet een bloedvete of vendetta. Dit kan met name optreden als een sterk centraal gezag ontbreekt, dat via rechtspraak een einde kan maken aan het conflict. Een poging tot verzoening van een van de partijen kan worden uitgelegd als zwakte, dus zetten beide partijen de vete door.
In de literatuur is het conflict tussen de families van Romeo en Julia een voorbeeld. Een ander voorbeeld zijn bende-oorlogen tussen groepen criminelen waar de ene moord de andere uitlokt, zoals tussen de Bandido's en de Hells Angels in de jaren 1990.